# Pietro Francesco Bussi
Pietro Francesco Bussi (Roma, 28 luglio 1684 – Roma, 10 settembre 1765) è stato un cardinale italiano.

## Biografia
Pietro Francesco Bussi (indicato anche col nome di Pierfrancesco) nacque a Roma il 28 luglio 1684 da una nobile famiglia aristocratica pontificia. La sua casata, infatti, poté vantare tra i propri membri anche due cardinali col nome di Giovanni Battista Bussi (uno elevato alla porpora cardinalizia nel 1712, l'altro nel 1824).
Poco o nulla si sa della sua giovinezza e dei suoi studi, ma è certo che divenne Decano degli Uditori del Palazzo Apostolico. A suo nome, poi,  venne commissionato un quadro raffigurante Sant'Antonio dipinto da Pompeo Batoni per la somma di 1500 ducati, che successivamente venne acquistato dal Duca Filippo I di Parma che lo aggiunse alla propria collezione d'arte.
Venne creato cardinale-presbitero da papa Clemente XIII nel concistoro del 24 settembre 1759. Il 19 novembre 1759 ottenne il titolo di Santa Maria in Via.
Morì a Roma il 10 settembre 1765, venendo esposto alla pubblica venerazione nella chiesa di San Marcello. I suoi resti riposano nella Basilica di Santa Maria in Trastevere.